# Ceglie Messapica
Ceglie Messapica je grad i istoimena općina u talijanskoj regiji Apulija, pokrajina Brindisi. Ceglie je smješten između Murgiae i Gornjeg Salentoa, a sadrži tradicionalne kamene nastambe koje se nazivaju trullo.

## Povijest
Prema legendi, osnovali su ga Pelasgoi (Pelazgi), a od njih potječu megalitske građevine zvane specchie. Nakon što su u to područje došli grčki kolonizatori oko godine 700. pr. Kr., dobio je ime 'Kailìa' (Καιλία).  Obližnje selo je imalo svetišta bogu Apolonu (kraj suvremene crkve San Rocco) i Veneri (na brdu Montevicoli). 
Grad je bio vojno sjedište Mesapa (civilna prijestolnica je bila u Oriji). Vodio je borbe protiv grčkog Taranta kada su tamošnji Grci pokušali prodrijeti do jadranske obale. Mesapski Ceglie je imao oko 40.000 stanovnika. U rimskoj doba je već počeo propadati, a srednjem vijeku bio obično seoce Celie de Galdo, s malim dvorcem. Godine 1584. vlasnikom mu je postala obitelj Sanseverino, koja je proširila dvorac i osnovala dva samostana za kapucine (danas napuštena) i dva za dominikance.